# Robert Cornelius
Pour les articles homonymes, voir Cornelius.
Robert Cornelius, né le 1er mars 1809 à Philadelphie (Pennsylvanie) et mort le 10 août 1893 à Frankford (en) (Pennsylvanie), est un pionnier américain de la photographie.

## Biographie

### Enfance
Robert Cornelius est né à Philadelphie. Sa mère se nommait Sarah Cornelius (née Soder) et son père, Christian Cornelius, était un immigrant hollandais venu d'Amsterdam en 1783, ayant pour métier l'orfèvrerie avant d'ouvrir une société de fabrication de lampes.

### Débuts
Le jeune Robert Cornelius va dans une école privée où il se passionne pour la chimie. En 1831, il commence à travailler pour son père, se spécialisant dans les plaques d'argent et le polissage de métaux. Il acquiert une telle renommée que peu après l'invention du daguerréotype, Joseph Saxton l'approche pour réaliser un daguerréotype pour la Central High School, une école de Philadelphie. Cette rencontre a été le déclencheur de l'intérêt de Cornelius pour la photographie.
Grâce à ses connaissances en chimie et en métallurgie et grâce à l'aide du chimiste Paul Beck Goddard, Robert Cornelius s'attache à perfectionner la technique du daguerréotype.
Robert Cornelius épouse Harriet Comly (aussi épelé Comely) en 1832. Ils ont huit enfants : trois fils et cinq filles.

### L'autoportrait de 1839
Vers le mois d'octobre 1839, à l'âge de 30 ans, il prend une photographie de lui-même devant la boutique familiale. Le daguerréotype produit est un portrait mal centré d'un homme qui se tient les bras croisés et qui a les cheveux ébouriffés (voir image à droite). Cet autoportrait, qui obligea Robert Cornelius à se tenir immobile pendant 10-15 minutes, est la première photographie intentionnelle connue d'un être humain,. Cet autoportrait est souvent considéré comme le premier portrait et le premier autoportrait photographique,. Selon André Gunthert, certains essais d'Hippolyte Bayard lui sont antérieurs de quelques mois, mais Cornelius est considéré comme le premier à avoir su réduire suffisamment le temps de pose pour rendre possible un portrait. L'artiste colombien Óscar Muñoz rend hommage à cette photographie dans Ante la imagen, une œuvre de 2009. La première photographie non intentionnelle à inclure une forme humaine reconnaissable est celle prise par Louis Daguerre un an plus tôt, au boulevard du Temple (Paris) : deux hommes sont visibles sur le trottoir, l'un cirant les chaussures de l'autre. Ils sont restés suffisamment immobiles le temps d'exposition de la plaque photographique pour que leur image soit enregistrée.

### Suite et fin de carrière
Robert Cornelius ouvrit deux des premiers studios photographiques des États-Unis entre 1839 et 1843, mais alors que la popularité de la photographie allait s'accroissant et que d'autres studios ouvraient leurs portes, Cornelius perdit sans doute l'intérêt qu'il avait dans la photographie ou bien comprit qu'il pouvait mieux gagner sa vie dans l'entreprise familiale.
Il prend sa retraite en 1877. Il passe les dernières années de sa vie dans la maison familiale, dans le quartier de Frankford, à Philadelphie. Il était un elder dans l’Église presbytérienne, dont il fut membre pendant cinquante ans. Il meurt chez lui le 10 août 1893,.

## Galerie

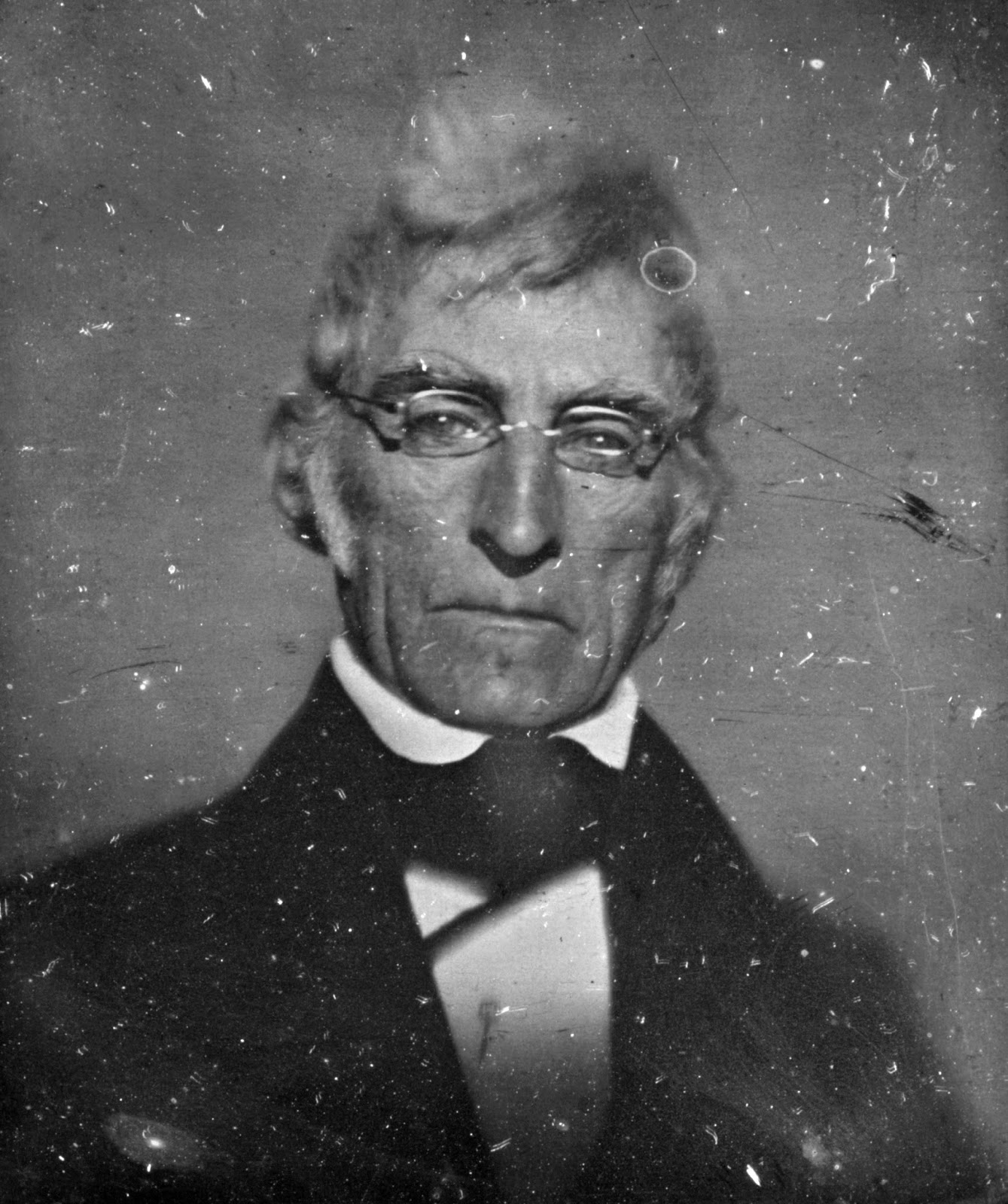
John McAllister, 6 mai 1840.
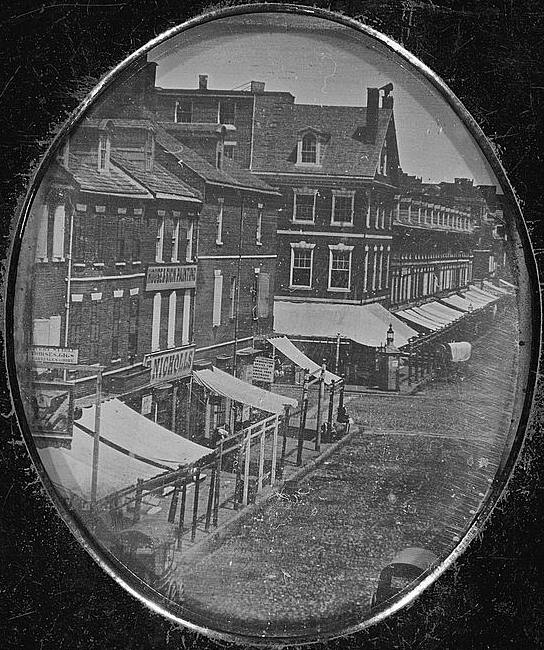
La Huitième rue et Market Street à Philadelphie, mai 1840.
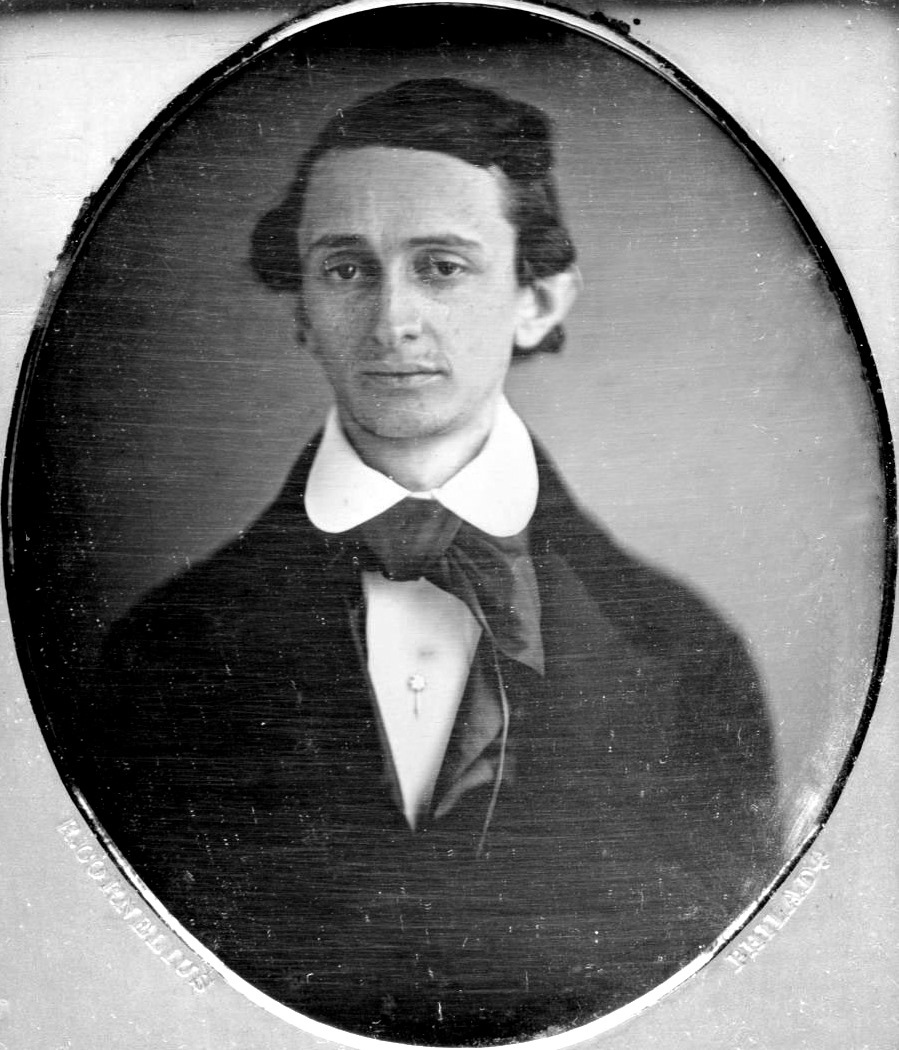
Charles John Biddle, vers 1840.
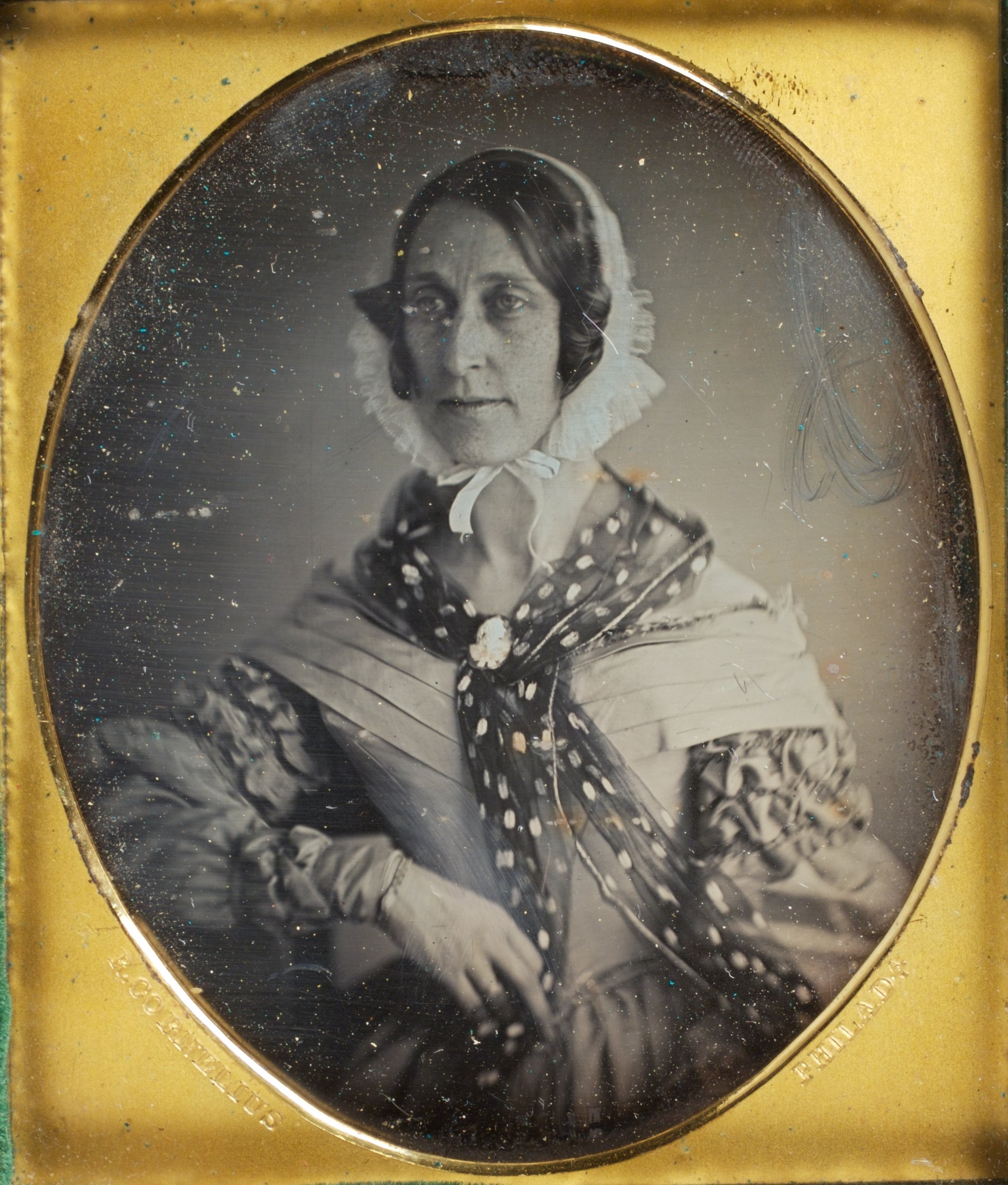
Grandma Toppan, vers 1841.
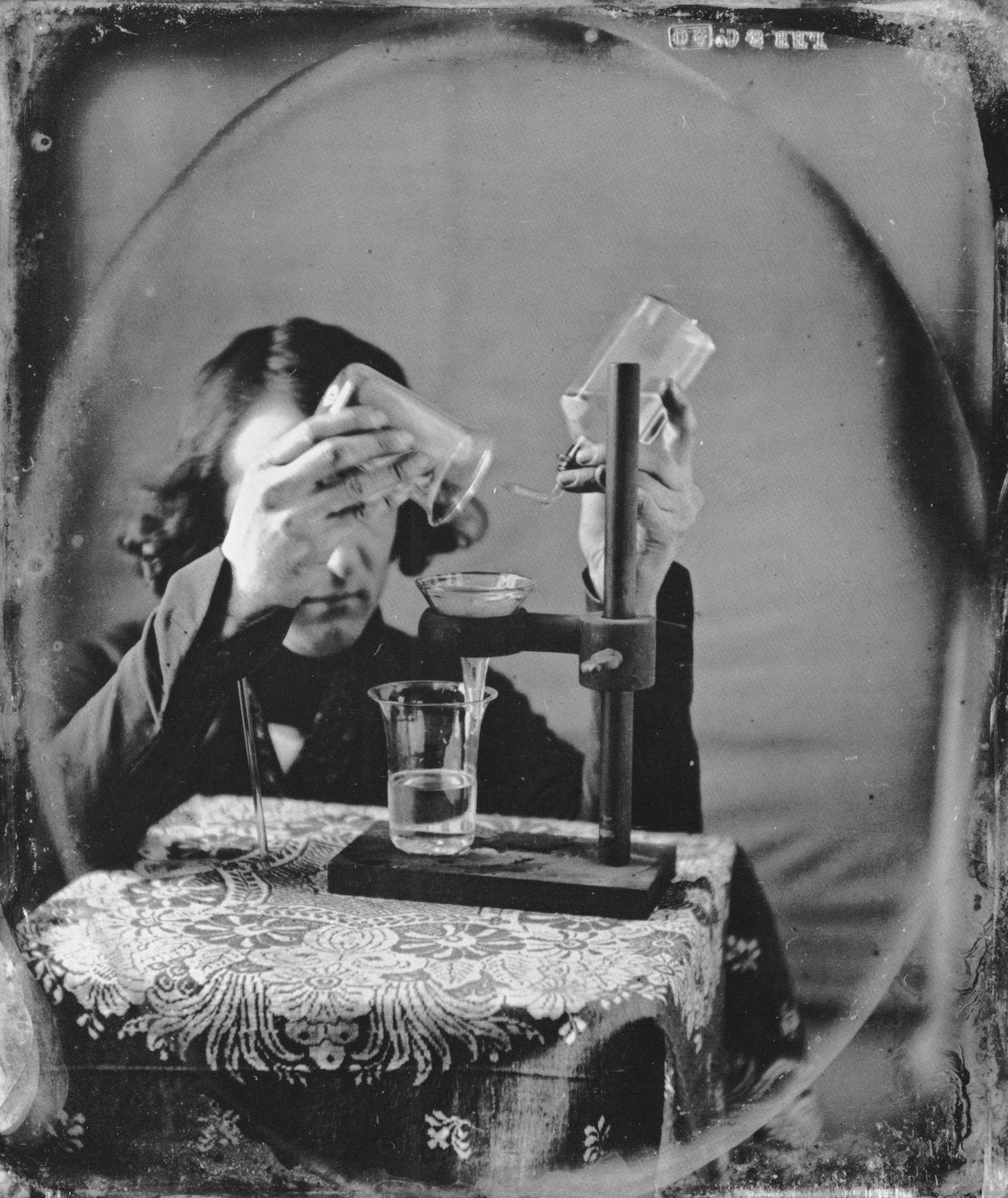
Portrait de Martin Hans Boyè, 1843[11].

## Expositions
- 20 octobre 1983 - 22 janvier 1984 : Robert Cornelius : portraits from the dawn of photography, National Portrait Gallery, Washington[12].